# Форселлес, Эдуард Фёдорович
Барон Эдуард Фёдорович Форселлес (фин. Edvard Gustaf af Forselles, 1817—1891) — сенатор Финляндского сената, помощник Финляндского генерал-губернатора и командующего войсками Финляндского военного округа, генерал от артиллерии.

## Биография
Родился 20 мая (1 июня н.ст.) 1817 года в семье майора Фредрика Юхана Ульрика Форселлеса (1783—1857). В 1831 году поступил в Финляндский кадетский корпус, по окончании которого 22 октября 1836 года выпущен с чином прапорщика в лейб-гвардии 2-ю артиллерийскую бригаду. Произведён в подпоручики (6 декабря 1840 года) и поручики (6 декабря 1844 года), в 1845 году принял участие в боевых действиях на Кавказе, в Даргинской экспедиции М. С. Воронцова был ранен и контужен и за боевые отличия 1 января 1847 года произведён в штабс-капитаны.
Произведённый 15 апреля 1848 года в капитаны, в течение полугода командовал гвардейской запасной пешей № 3 батареей, а с 25 декабря 1848 года по 3 января 1850 года — гвардейской резервной № 1 батареей. 3 января 1850 года произведён в полковники с назначением командиром лёгкой № 2 батареи лейб-гвардии 2-й артиллерийской бригады.
С 19 апреля 1853 года по 21 декабря 1855 года Форселлес был заведующим технической артиллерийской школой. На этом посту после появления у берегов Кронштадта английской эскадры вице-адмирала Нэпира во время Крымской войны разработал проект подводной лодки с экипажем в 12 человек, управляемой ручным винтовым двигателем, и даже изготовил за свой счет и опробовал на воде её модель. В 1855 году назначен командиром Брянского арсенала. 21 февраля 1859 года переведён на должность командира Санкт-Петербургского арсенала, 30 августа 1860 года произведён в генерал-майоры и 13 апреля 1861 года назначен совещательным членом Временного артиллерийского комитета.
С 15 мая 1863 года Форселлес в течение 8 лет занимал пост директора Финляндского кадетского корпуса и 30 августа 1867 года был произведён в генерал-лейтенанты. С этой должности 23 августа 1871 года он получил назначение сенатором Финляндского сената и членом его Хозяйственного (Экономического) департамента, а в 1882 году был произведён в генералы от артиллерии (30 августа) и назначен вице-председателем Хозяйственного департамента. 19 сентября 1885 года Форселлес стал помощником Финляндского генерал-губернатора и командующего войсками Финляндского военного округа графа Ф. Л. Гейдена и оставался в этой должности до конца своей жизни.
За время службы в Финляндии Форселлес дважды получал Монаршее благоволение (в 1872 и 1882 годах) и в 1886 году — Высочайшую благодарность, в 1885 году был награждён орденом Святого Александра Невского, а пять лет спустя — бриллиантовыми знаками этого ордена. Высочайшим указом 30 марта 1874 года он был возведён вместе с нисходящим потомством в баронское достоинство Великого княжества Финляндского.
20 января (1 февраля н.ст.) 1891 года генерал Форселлес скончался в Гельсингфорсе на 74-м году жизни.

## Семья
- Жена — Ольга Ивановна фон Брандт (11 декабря 1824, Динабург, Лифляндия — 23 апреля 1908, Гельсингфорс, Великое княжество Финляндское[2]), дочь генерал-майора Брандта
  - Сын — Эдвард-Ананий (1853—1933),
  - Дочь — Лидия-Ольга Генриетта (1855—1944),
  - Сын — Виктор-Александр (1857—1913, псевдоним Фирсов), русский писатель, драматург и переводчик[3] (проживал в городе Таре Тобольской губернии, был землевладельцем, был издателем «Коммерческой энциклопедии М. Ротшильда» с Петербурге),
  - Дочь — Евгения (1860—1953) (бывшая фрейлиной Высочайшего двора),
  - Дочь — Елена-София (1864—1917)
  - Сын — Эрнст-Эммануил (1866—1890)

Баронский род Форселлес по мужской линии угас со смертью Эдварда-Анания Форселлеса 30 марта 1933 года, по женской линии — 5 января 1953 года со смертью Евгении Форселлес.

## Награды
За свою службу Форселлес был награждён многочисленными орденами, в их числе:
- Орден Святой Анны 3-й степени с бантом (1845 год)
- Орден Святой Анны 2-й степени (1849 год; Императорская корона к этому ордену пожалована в 1855 году)
- Орден Святого Владимира 4-й степени (1851 год)
- Орден Святого Станислава 2-й степени с Императорской короной (1858 год)
- Орден Святого Владимира 3-й степени (1860 год)
- Орден Святого Станислава 1-й степени с мечами (1862 год)
- Орден Святой Анны 1-й степени (1864 год; Императорская корона к этому ордену пожалована в 1866 году)
- Орден Святого Владимира 2-й степени (1869 год)
- Орден Белого орла (1871 год)
- Орден Святого Александра Невского (1885 год)